# Ytrimúli
Ytrimúli är ett berg i republiken Island. Det ligger i regionen Norðurland eystra, 230 km öster om huvudstaden Reykjavík. Toppen på Ytrimúli är 646 meter över havet.
Trakten runt Ytrimúli är nära nog obefolkad, med mindre än två invånare per kvadratkilometer. Det finns inga samhällen i närheten. Trakten runt Ytrimúli består i huvudsak av gräsmarker.